# 高野美紀
高野 美紀（たかの みき）は日本の女性漫画家、原画家。

## 経歴・特徴
コミックPフラート ・ポプリクラブに作品を発表していた。絵は小学校2年あたりから漫画のようなイラストを描いていたという。
家族が所有していたPCゲームの雑誌を見て、男の子向けの女の子の可憐さにカルチャーショックを受け、同人ゲームの原画やエロ漫画を描くようになった。同人ゲームのサークル活動を続けていたが、一端休止し、その後、オリジナル漫画の同人活動を再開し、マックスから勧誘されて、仕事をするようになった。
好きなものは、巨乳であり、黒髪ロング、学生服、軍服、眼鏡。おっぱいと女の子の柔らかさ、パンツやニーソなどの肉の食ひ込みに執着する。
『月刊少女野崎君』・『信長協奏曲』・『よつばと』・『聖☆おにいさん』などのファンでもある。

## 作品

### 読み切り
- Sweet Cup  コミックPフラート VOL.6 （コミックポプリクラブ2010年8月号増刊）
- LOVE♥MUSIC コミックPフラート VOL.9（コミックポプリクラブ2011年2月号増刊）
- また会いましょう コミックPフラート VOL.11（コミックポプリクラブ2011年6月号増刊）
- めがねえさんはお好きですか?  コミックPフラート VOL.12（コミックポプリクラブ2011年8月号増刊）
- 漫画家カノジョ コミックPフラート VOL.15（コミックポプリクラブ2012年2月号増刊）
- アウトドア･ガール コミックPフラート VOL.16 （コミックポプリクラブ4月号増刊）
- 遠距離♥恋愛 コミックPフラート VOL.17 （コミックポプリクラブ6月号増刊）
- 幼な恋 コミックPフラート VOL.18（コミックポプリクラブ2012年8月号増刊）
- 僕の可愛いメイドさん コミックPフラート VOL.21（コミックポプリクラブ2013年2月号増刊）
- CCいいんちょ!　COMICポプリクラブ　2013年7月号
- Duet COMICポプリクラブ　2013年11月号
- おあずけハニー　COMICポプリクラブ　2014年6月号
- Water♥Girl　COMICポプリクラブ　2014年10月号
- 隠れ系発情女子　COMICポプリクラブ　2015年6月号
- 本日晴天!　COMICポプリクラブ　2015年10月号

### 単行本
- 『とろけるかのじょ…♥』　2013年12月17日発売

### 原画
- PS3ソフト『三極姫～戦煌の大火・暁の覇龍～』王元姫・司馬師子元 原画・着色(SystemSoft Alpha)
- 『勇者と彼女に花束を』リエル原画担当(KLEIN)

- 携帯漫画「妹メイドの秘蜜オーダー」（エンターブレイン）